# West Hants Championships
Die West Hants Championships (auch West Hampshire Championships) waren offene internationale Meisterschaften im Badminton in England. Sie waren eines der bedeutendsten internationalen Badmintonturniere in der Anfangszeit des Sports seit dem ersten Jahrzehnt des 20. Jahrhunderts. Erstmals wurden sie 1908 ausgetragen. Mit der Ausbreitung des Sports über alle Kontinente verloren die Titelkämpfe in den 1970er Jahren an internationaler Bedeutung.

## Sieger
| Saison    | Herreneinzel       | Dameneinzel       | Herrendoppel                     | Damendoppel                         | Mixed                            |
| --------- | ------------------ | ----------------- | -------------------------------- | ----------------------------------- | -------------------------------- |
| 1908      | Frank Chesterton   | Meriel Lucas      | George Alan Thomas Guy Sautter   | Meriel Lucas Hazel Hogarth          | George Alan Thomas Hazel Hogarth |
| 1909      | George Alan Thomas | Meriel Lucas      | H. E. Hetley Frank Chesterton    | G. L. Murray Meriel Lucas           | Frank Chesterton Meriel Lucas    |
| 1910      | Guy Sautter        | Meriel Lucas      | George Alan Thomas Guy Sautter   | Alice Gowenlock Dorothy Cundall     | Guy Sautter Dorothy Cundall      |
| 1911 1912 | keine Daten        | keine Daten       | keine Daten                      | keine Daten                         | keine Daten                      |
| 1913      |                    | Marjorie East     |                                  |                                     |                                  |
| 1915 1918 | nicht ausgetragen  | nicht ausgetragen | nicht ausgetragen                | nicht ausgetragen                   | nicht ausgetragen                |
| 1919 1933 | keine Daten        | keine Daten       | keine Daten                      | keine Daten                         | keine Daten                      |
| 1934      |                    |                   | Leslie Nichols Donald C. Hume    | Thelma Kingsbury Marjorie Henderson | Donald C. Hume Betty Uber        |
| 1935      | W. T. Wigg         | Thelma Kingsbury  | Leslie Nichols Donald C. Hume    | Betty Uber Diana Doveton            | Donald C. Hume Betty Uber        |
| 1936 1939 | keine Daten        | keine Daten       | keine Daten                      | keine Daten                         | keine Daten                      |
| 1940 1946 | nicht ausgetragen  | nicht ausgetragen | nicht ausgetragen                | nicht ausgetragen                   | nicht ausgetragen                |
| 1949      | David G. Freeman   | Queenie Allen     | David G. Freeman Noel B. Radford | K. M. Henderson V. E. Duringer      | David G. Freeman Queenie Allen   |
| 1950      | Tom Wingfield      | Queenie Allen     | Tom Wingfield Eddy J. Choong     | K. M. Henderson Mimi Wyatt          | Warwick Shute Queenie Allen      |
| 1951 1954 | keine Daten        | keine Daten       | keine Daten                      | keine Daten                         | keine Daten                      |
| 1955      | John Timperley     | Iris Cooley       | John R. Best John Timperley      | Iris Cooley June Timperley          | John Timperley June Timperley    |
| 1956      | Oon Chong Teik     | Sheila Ryder      | John R. Best John Timperley      | Audrey Stone Sylvia Ripley          | R. A. Rogers P. A. Lawrence      |
| 1957      | Oon Chong Jin      | Sheila Ryder      | Oon Chong Jin Harry Parmar       | Sheila Ryder Sylvia Ripley          | Ciro Ciniglio Sylvia Ripley      |
| seit 1958 | keine Daten        | keine Daten       | keine Daten                      | keine Daten                         | keine Daten                      |